# سماحية الفراغ
سماحية الفراغ أو سماحية الفراغ الكهربية  في الفيزياء (بالإنجليزية:vacuum permittivity ) هي أحد الثوابت الطبيعية تربط وحدات الشحنة الكهربية بالقوة الناشئة عنها والمسافة من الشحنة . يرمز لسماحية الفراغ الكهربية بالرمز ε0 .

## قيمةε0
قيمة ε0 محددة بالعلاقة :
{\displaystyle \varepsilon _{0}={\frac {1}{\mu _{0}c_{0}^{2}}}}
حيث c0 سرعة الضوء في الفراغ ووحدتها متر/ثانية.

μ0 ثابت يسمى ثابت المغناطيسية أو نفاذية الفراغ.
ونظرا لأن مقدار μ0 محدد ب:
4π × 10−7 H m−1
 وc0 لها القيمة المعرفة ب 299.792.458  متر·ثانية−1,
أي : 4π × 10−7 هنري متر−1,
ينتج عن ذلك أن قيمة ε0 تساوي بالتقريب :
ε0 ≈ 8.854... × 10−12 فاراد·متر−1
(أو أمبير2·ثانية4·كيلوجرام−1·متر−3 طبقا لوحدات نظام الوحدات الدولي
أو كولوم2·نيوتن−1·متر−2
أو كولوم·فولت−1·متر−1 باستخدام نظام الوحدات الدولي ) .

## علاقته بقانون كولوم
يعطي قانون كولوم العلاقة بين القوة بين شحنتين كهربائيتين كالآتي:
{\displaystyle {\vec {F}}_{12}=k\cdot {\frac {q_{1}\cdot q_{2}}{r_{12}^{2}}}{\frac {{\vec {r}}_{12}}{r_{12}}}}
حيث ان :
- {\displaystyle {\vec {F}}_{12}}:القوة المتبادلة بين الشحنتي بوحدة نيوتن.
- {\displaystyle q_{1}}:قيمة الشحنة الأولى بوحدة كولوم.
- {\displaystyle q_{2}}:قيمة الشحنة الثانية بوحدة كولوم.
- {\displaystyle {\vec {r}}_{12}}:متجه الوحدة وقيمته تساوي واحد واتجاهه من الشحنة الأولى إلى الشحنة الثانية.
- {\displaystyle {r_{12}}}:المسافة بين الشحنتين بوحدة متر.

وقد بينت معادلات ماكسويل فيما بعد أن ثابت كولوم k مرتبط بثابت المجال الكهربائي بالعلاقة:
{\displaystyle k\mathrm {=} {\frac {1}{4\pi \varepsilon _{0}}}}
ويمكن حسابها بالتعويض في المعادلة، فنحصل على :
{\displaystyle k\mathrm {=} {\frac {\mu _{0}\cdot c_{0}^{2}}{4\pi }}=c_{0}^{2}\cdot 10^{-7}\mathrm {\frac {Vs}{Am}} \approx 8{,}987551787\cdot 10^{9}\,\mathrm {\frac {Vm}{As}} }

## تاريخ وحدة السماحية
عندما تقرر استخدام تعريف جديد للأمبير ليحدد عدد ثابت من الشحنات الأولية التي تعبر مقطع ( في سلك ) في الثانية
,
فكان من تبعات ذلك تحديد جديد لقيمة  سماحية الفراغ الكهربية . ولذلك فقد اختير تعريفها بالمعادلة :
{\displaystyle \varepsilon _{0}={\frac {e^{2}}{2\alpha hc_{0}}}}
حيث :
e الشحنة الأولية ,
α ثابت البناء الدقيق
h ثابت بلانك.
بحيث يكون مقدار عدم الدقة للثابت مساويا لنفس مقدار عدم الدقة لثابت البناء الدقيق  ، والذي يبلغ :
6.8×10−10.